# César Montecé
César Montecé Ochoa (Vinces, 18 de agosto de 1947-31 de marzo del 2010), fue un empresario y director de concursos de belleza ecuatoriano; era el gerente general de la compañía Queen of Ecuador C.A., corporación encargada de enviar representantes de Ecuador al extranjero y organizar certámenes de belleza a nivel nacional e internacional por el lapso de 40 años consecutivos.

## Biografía
Nació el 18 de agosto de 1947, en la ciudad ecuatoriana de Vinces. En la Universidad Técnica de Babahoyo obtuvo el título de licenciado en Ciencias de la Educación, también obtuvo el título de técnico en empresas agropecuarias en la Universidad de Guayaquil y promotor turístico en  Desarrollo Comunal, título obtenido en el Instituto Tecnológico y de Estudios Superiores de Monterrey en México.

## Trayectoria
Inició en su natal Vinces, provincia de Los Ríos en 1967, cuando celebró por primera vez el concurso "Miss Agua Dulce", el mismo que  marcó el inicio de su carrera como mentalizador de torneos de belleza.
Fue fundador de los certámenes: Niña Ecuador, Niña Universo, Miss Teen Ecuador, Miss Teen World, Miss Teen Universo, Mister Ecuador, Reina del Ecuador, Reina Mundial del Mar, Reina Mundial de los Carnavales, Miss Americas Caribbean World, entre otros.
Organizó concursos de belleza a nivel nacional e internacional por el lapso de 40 años consecutivos, ganando reconocimiento por su trayectoria.
También se desempeñó como jefe del departamento de Turismo y Relaciones Internacionales del gobierno municipal del cantón Vinces.

## Fallecimiento
En marzo del 2010, afectado por un cáncer de próstata falleció a la edad de 62 años, en la Asociación de Ayuda de Enfermos Incurables (AEI), donde había ingresado minutos antes tras salir de Solca, en Guayaquil.
El cuerpo de Montecé fue trasladado por sus familiares al cantón Vinces, provincia de Los Ríos, donde fue sepultado en el cementerio de la localidad.